# Unitat terminal remota
Una unitat terminal remota (UTR) és un dispositiu basat en microprocessadors, el qual permet obtenir senyals independents dels processos i enviar la informació a un lloc remot on es processa. Generalment aquest lloc remot és una sala de control on es troba un sistema central SCADA el qual permet visualitzar les variables enviades per la UTR. Les UTR en els temps han estat desplaçades pels controladors lògics programables (PLC) els quals han estat fortalitzats en les seves facilitats de comunicació a través de protocols per sistemes de control (MODBUS, DNP3, IEC-101, IEC -105, etc.). En forma paral·lela al món RTU ha evolucionat en la indústria elèctrica, i altres branques, on grans sistemes SCADA, requereixen la gestion de gran nombre de senyals amb precisió de mili-segons, cosa que és impossible realitzar amb els PLCs. En les RTUs s'ha desenvolupat i expandit a altres equipaments (mesuradors d'energia, relés de proteccions, reguladors automatics), el protocol de comunicacions IEC o CEI 60870-4. Per a les comunicacions internes dels equips, o entre ells, les RTU han adoptat el protocol MODBUS, en la forma de MODBUS/RTU, que pot implementar-se sobre una xarxa RS-485 o sobre una xarxa TCP/IP.